# Cotești (gmina)
Cotești – gmina w Rumunii, w okręgu Vrancea. Obejmuje miejscowości Budești, Cotești, Goleștii de Sus i Valea Cotești. W 2011 roku liczyła 4641 mieszkańców.